# Thomisus
Thomisus Walckenaer, 1805 è un genere di ragni appartenente alla famiglia Thomisidae.

## Distribuzione
Le 138 specie note di questo genere sono state rinvenute in tutti i continenti: nell'America meridionale è stata rinvenuta un'unica specie, la T. guadahyrensis, reperita in Perù. La specie dall'areale più vasto è la T. onustus, rinvenuta in molte località dell'intera regione paleartica.

## Tassonomia
Non sono stati esaminati esemplari di questo genere dal 2010.
A gennaio 2015, si compone di 138 specie e 6 sottospecie:
1. Thomisus albens O. P.-Cambridge, 1885 — Pakistan, Yarkand (Cina)
2. Thomisus albertianus Strand, 1913 — Gabon, Congo, Uganda, Angola
  - Thomisus albertianus guineensis Millot, 1942 — Guinea, Angola
  - Thomisus albertianus maculatus Comellini, 1959 — Camerun, Congo
  - Thomisus albertianus verrucosus Comellini, 1957 — Congo
3. Thomisus albohirtus Simon, 1884 — Africa settentrionale e orientale, Yemen
4. Thomisus amadelphus Simon, 1909 — Vietnam
5. Thomisus andamanensis Tikader, 1980 — Isole Andamane (Oceano Indiano)
6. Thomisus angulatulus Roewer, 1951 — Gabon
7. Thomisus angustifrons Lucas, 1858 — Gabon
8. Thomisus arabicus Simon, 1882 — Yemen
9. Thomisus armillatus (Thorell, 1891) — Isole Nicobare (Oceano Indiano)
10. Thomisus ashishi Gajbe, 2005 — India
11. Thomisus australis Comellini, 1957 — Africa centrale e meridionale
12. Thomisus baghdeoi Gajbe, 2004 — India
13. Thomisus bargi Gajbe, 2004 — India
14. Thomisus beautifularis Basu, 1965 — India
15. Thomisus benoiti Comellini, 1959 — Congo
16. Thomisus bicolor Walckenaer, 1837 — USA
17. Thomisus bidentatus Kulczyński, 1901 — dall'Africa occidentale all'Arabia Saudita, Yemen
18. Thomisus bigibbosus Keyserling, 1881 — USA
19. Thomisus blandus Karsch, 1880 — Africa, Yemen
20. Thomisus boesenbergi Lenz, 1891 — Madagascar
21. Thomisus bonnieri Simon, 1902 — Oman
22. Thomisus bueanus Strand, 1916 — Camerun
23. Thomisus bulani Tikader, 1960 — India
24. Thomisus callidus (Thorell, 1890) — Sri Lanka, Singapore, Sumatra, Isola Nias (Indonesia), Giava
25. Thomisus cancroides Eydoux & Souleyet, 1841 — località sconosciuta
26. Thomisus candidus Blackwall, 1866 — Africa tropicale
27. Thomisus castaneiceps Simon, 1909 — Vietnam
28. Thomisus cavaleriei Schenkel, 1963 — Cina
29. Thomisus citrinellus Simon, 1875 — Mediterraneo, Africa, Yemen, Isola di Socotra (Oceano Indiano), Isole Seychelles
30. Thomisus congoensis Comellini, 1957 — Africa centrale e meridionale
31. Thomisus dalmasi Lessert, 1919 — Africa
32. Thomisus danieli Gajbe, 2004 — India
33. Thomisus daradioides Simon, 1890 — dal Sudafrica all'India
  - Thomisus daradioides nigroannulatus Caporiacco, 1947 — Africa orientale
34. Thomisus dartevellei Comellini, 1957 — Congo, Etiopia, Malawi
35. Thomisus dentiger (Thorell, 1887) — Birmania
36. Thomisus destefanii Caporiacco, 1941 — Etiopia
37. Thomisus dhakuriensis Tikader, 1960 — India
38. Thomisus dhananjayi Gajbe, 2005 — India
39. Thomisus duriusculus (Thorell, 1877) — Celebes
40. Thomisus dyali Kumari & Mittal, 1997 — India
41. Thomisus elongatus Stoliczka, 1869 — India
42. Thomisus eminulus Tang & Li, 2010 — Cina
43. Thomisus galeatus Simon, 1909 — Vietnam
44. Thomisus ghesquierei Lessert, 1943 — Congo
45. Thomisus godavariae Reddy & Patel, 1992 — India
46. Thomisus gouluensis Peng, Yin & Kim, 2000 — Cina
47. Thomisus granulatus Karsch, 1880 — Africa meridionale
48. Thomisus granulifrons Simon, 1906 — India, Sri Lanka
49. Thomisus guadahyrensis Keyserling, 1880 — Perù
50. Thomisus guangxicus Song & Zhu, 1995 — Cina
51. Thomisus hararinus Caporiacco, 1947 — Etiopia
52. Thomisus hui Song & Zhu, 1995 — Cina
53. Thomisus hunanensis Peng, Yin & Kim, 2000 — Cina
54. Thomisus ilocanus Barrion & Litsinger, 1995 — Filippine
55. Thomisus iswadus Barrion & Litsinger, 1995 — Filippine
56. Thomisus italongus Barrion & Litsinger, 1995 — Filippine
57. Thomisus janinae Comellini, 1957 — Congo, Tanzania
58. Thomisus jocquei Dippenaar-Schoeman, 1988 — Malawi
59. Thomisus kalaharinus Lawrence, 1936 — Africa, Yemen
60. Thomisus katrajghatus Tikader, 1963 — India
61. Thomisus keralae Biswas & Roy, 2005 — India
62. Thomisus kitamurai Nakatsudi, 1943 — Isole Ryukyu
63. Thomisus kiwuensis Strand, 1913 —Africa centrale
64. Thomisus kokiwadai Gajbe, 2004 — India
65. Thomisus krishnae Reddy & Patel, 1992 — India
66. Thomisus labefactus Karsch, 1881 — Cina, Corea, Taiwan, Giappone
67. Thomisus laglaizei Simon, 1877 — Birmania, Filippine, Giava, Sumatra
68. Thomisus lamperti Strand, 1907 — Madagascar
69. Thomisus leucaspis Simon, 1906 — India, Nuova Caledonia
70. Thomisus litoris Strand, 1913 —Africa centrale
71. Thomisus lobosus Tikader, 1965 — India
72. Thomisus ludhianaensis Kumari & Mittal, 1997 — India
73. Thomisus machadoi Comellini, 1959 — Angola, Isole Capo Verde (Oceano Atlantico), Sudafrica
74. Thomisus madagascariensis Comellini, 1957 — Madagascar
  - Thomisus madagascariensis pallidus Comellini, 1957 — Madagascar
75. Thomisus manishae Gajbe, 2005 — India
76. Thomisus manjuae Gajbe, 2005 — India
77. Thomisus marginifrons Schenkel, 1963 — Cina
78. Thomisus meenae Gajbe, 2005 — India
79. Thomisus melanostethus Simon, 1909 — Vietnam
80. Thomisus mimae Sen & Basu, 1963 — India
81. Thomisus modestus Blackwall, 1870 — Italia
82. Thomisus natalensis Lawrence, 1942 — Africa meridionale
83. Thomisus nepenthiphilus Fage, 1930 — Sumatra
84. Thomisus nirmali Saha & Raychaudhuri, 2007 — India
85. Thomisus nossibeensis Strand, 1907 — Madagascar
86. Thomisus obscuratus Caporiacco, 1947 — Africa orientale
87. Thomisus obtusesetulosus Roewer, 1961 — Senegal
88. Thomisus ochraceus Walckenaer, 1842 — Algeria
89. Thomisus odiosus O. P.-Cambridge, 1898 — Messico
90. Thomisus okinawensis Strand, 1907 — dalla Thailandia alle Isole Ryukyu, Filippine, Indonesia
91. Thomisus onustus Walckenaer, 1805[2] — Regione paleartica
  - Thomisus onustus meridionalis Strand, 1907 — Africa settentrionale
92. Thomisus oscitans Walckenaer, 1837 — USA
93. Thomisus pateli Gajbe, 2004 — India
94. Thomisus pathaki Gajbe, 2004 — India
95. Thomisus penicillatus Simon, 1909 — Vietnam
96. Thomisus perspicillatus (Thorell, 1890) — Borneo, Celebes
97. Thomisus pooneus Tikader, 1965 — India
98. Thomisus pritiae Gajbe, 2005 — India
99. Thomisus projectus Tikader, 1960 — India
100. Thomisus pugilis Stoliczka, 1869 — India
101. Thomisus rajani Bhandari & Gajbe, 2001 — India
102. Thomisus retirugus Simon, 1909 — Vietnam
103. Thomisus rigoratus Simon, 1906 — India
104. Thomisus rishus Tikader, 1970 — India
105. Thomisus roeweri Comellini, 1957 — Tanzania
106. Thomisus schoutedeni Comellini, 1957 — Congo
107. Thomisus schultzei Simon, 1910 — Africa meridionale
108. Thomisus scrupeus (Simon, 1886) — Africa
109. Thomisus shillongensis Sen, 1963 — India
110. Thomisus shivajiensis Tikader, 1965 — India
111. Thomisus sikkimensis Tikader, 1962 — India
112. Thomisus simoni Gajbe, 2004 — India
113. Thomisus socotrensis Dippenaar-Schoeman & van Harten, 2007 — Isola di Socotra (Oceano Indiano)
114. Thomisus sorajaii Basu, 1963 — India
115. Thomisus spectabilis Doleschall, 1859 — dall'India all'Australia
116. Thomisus spiculosus Pocock, 1901 — Africa occidentale, centrale e meridionale
117. Thomisus stenningi Pocock, 1900 — Africa, Yemen
118. Thomisus stigmatisatus Walckenaer, 1837 — USA
119. Thomisus stoliczkai (Thorell, 1887) — Birmania
120. Thomisus sundari Gajbe & Gajbe, 2001 — India
121. Thomisus swatowensis Strand, 1907 — Cina
122. Thomisus tetricus Simon, 1890 — Yemen
123. Thomisus transversus Fox, 1937 — Cina
124. Thomisus trigonus Giebel, 1869 — Germania
125. Thomisus tripunctatus Lucas, 1858 — Africa occidentale
126. Thomisus tuberculatus Dyal, 1935 — Pakistan
127. Thomisus turgidus Walckenaer, 1837 — USA
128. Thomisus unidentatus Dippenaar-Schoeman & van Harten, 2007 — Yemen
129. Thomisus venulatus Walckenaer, 1842 — Algeria
130. Thomisus viveki Gajbe, 2004 — India
131. Thomisus vulnerabilis Mello-Leitão, 1929 — Birmania
132. Thomisus wangi Tang, Yin & Peng, 2012 — Cina
133. Thomisus whitakeri Gajbe, 2004 — India
134. Thomisus yemensis Dippenaar-Schoeman & van Harten, 2007 — Yemen
135. Thomisus zaheeri Parven et al., 2008 — Pakistan
136. Thomisus zhui Tang & Song, 1988 — Cina
137. Thomisus zuluanus Lawrence, 1942 — Sudafrica
138. Thomisus zyuzini Marusik & Logunov, 1990 — dall'Arabia Saudita all'Asia centrale

### Specie trasferite
- Thomisus cherapunjeus Tikader, 1966; trasferita al genere Runcinia Simon, 1875[1].
- Thomisus citreus georgiensis Walckenaer, 1837; trasferita al genere Misumena Latreille, 1804
- Thomisus claveatus Walckenaer, 1837; trasferita al genere Heriaeus Simon, 1875
- Thomisus grubei Simon, 1895; trasferita al genere Misumena Latreille, 1804
- Thomisus phrygiatus Walckenaer, 1837; trasferita al genere Misumena Latreille, 1804

### Nomina dubia
- Thomisus albidus O. P.-Cambridge, 1885b: esemplare juvenile, reperito nello Yarkand (Cina); a seguito di un lavoro degli aracnologi Song, Zhu & Chen del 1999, è da ritenersi nomen dubium[1].
- Thomisus albinus Cantor, 1842: esemplare rinvenuto in Cina; a seguito di uno studio di Roewer (1955c), è da ritenersi nomen dubium.
- Thomisus albus Gmelin, 1789: originariamente descritto nell'ex-genere Aranea; a seguito di uno studio di Roewer (1955c), è da ritenersi nomen dubium.
- Thomisus amboinensis Doleschall, 1857: esemplare rinvenuto sull'isola di Ambon (Arcipelago delle Molucche); a seguito di uno studio di Roewer (1955c), è da ritenersi nomen dubium.
- Thomisus bicoloratus Cantor, 1842: esemplare rinvenuto in Cina; a seguito di uno studio di Roewer (1955c), è da ritenersi nomen dubium.
- Thomisus borealis Children, 1836: esemplare rinvenuto in Canada; a seguito di un lavoro dell'aracnologo Gertsch del 1953, è da considerarsi nomen dubium. Tale denominazione non è presa in considerazione da Roewer
- Thomisus conspergatus Walckenaer, 1837: esemplare rinvenuto negli USA e non più ritrovato dagli aracnologi Chamberlin & Ivie, 1944, per cui è da ritenersi nomen dubium.
- Thomisus cordiformis Risso, 1826: esemplare rinvenuto in Francia; a seguito di uno studio di Roewer (1955c), è da ritenersi nomen dubium.
- Thomisus corona Children, 1836: esemplare rinvenuto in Canada; a seguito di un lavoro dell'aracnologo Gertsch del 1953, è da considerarsi nomen dubium. Tale denominazione non è presa in considerazione da Roewer
- Thomisus depressus Nicolet, 1849: esemplare rinvenuto in Cile; a seguito di uno studio di Roewer (1955c), è da ritenersi nomen dubium.
- Thomisus dilitatus Doleschall, 1859: esemplare rinvenuto sull'isola di Ambon, nell'arcipelago delle Molucche; a seguito di uno studio di Roewer (1955c), è da ritenersi nomen dubium.
- Thomisus exaratus Walckenaer, 1837: esemplare rinvenuto negli USA; a seguito di uno studio di Roewer (1955c), è da ritenersi nomen dubium.
- Thomisus farinarius Walckenaer, 1837: esemplare rinvenuto a Sulawesi; a seguito di uno studio di Roewer (1955c), è da ritenersi nomen dubium.
- Thomisus flavipes Nicolet, 1849: esemplare rinvenuto in Cile; a seguito di uno studio di Roewer (1955c), è da ritenersi nomen dubium.
- Thomisus foederatus Nicolet, 1849: esemplare rinvenuto in Cile; a seguito di uno studio di Roewer (1955c), è da ritenersi nomen dubium.
- Thomisus graciosus Nicolet, 1849: esemplare rinvenuto in Cile; a seguito di uno studio di Roewer (1955c), è da ritenersi nomen dubium.
- Thomisus hottentotus Strand, 1907a e 1907n: esemplare femminile reperito in Sudafrica; a seguito di uno studio della Dippenaar-Schoeman del 1983 è da ritenersi nomen dubium.
- Thomisus hystrix Nicolet, 1849: esemplare rinvenuto in Cile; a seguito di uno studio di Roewer (1955c), è da ritenersi nomen dubium.
- Thomisus lemniscatus Walckenaer, 1837: esemplare rinvenuto in Cile; a seguito di uno studio di Roewer (1955c), è da ritenersi nomen dubium.
- Thomisus lenzi Strand, 1907a e 1907n: esemplare femminile reperito in Sudafrica; a seguito di uno studio della Dippenaar-Schoeman del 1983 è da ritenersi nomen dubium.
- Thomisus liliputianus Nicolet, 1849: esemplare rinvenuto in Cile; a seguito di uno studio di Roewer (1955c), è da ritenersi nomen dubium.
- Thomisus luteolus Nicolet, 1849: esemplare rinvenuto in Cile; a seguito di uno studio di Roewer (1955c), è da ritenersi nomen dubium.
- Thomisus marcidus Nicolet, 1849: esemplare rinvenuto in Cile; a seguito di uno studio di Roewer (1955c), è da ritenersi nomen dubium.
- Thomisus marginatus Walckenaer, 1826: esemplare rinvenuto in Francia; a seguito di uno studio di Roewer (1955c), è da ritenersi nomen dubium.
- Thomisus musculus Karsch, 1880: esemplare rinvenuto in Malaysia; a seguito di uno studio di Roewer (1955c), è da ritenersi nomen dubium.
- Thomisus pallens Blackwall, 1868: esemplare rinvenuto nelle isole Bermuda; a seguito di uno studio di Roewer (1955c), è da ritenersi nomen dubium.
- Thomisus phantasma Holmberg, 1876: esemplare rinvenuto in Argentina; a seguito di uno studio di Roewer (1955c), è da ritenersi nomen dubium.
- Thomisus pictus Walckenaer, 1837: esemplare rinvenuto negli USA; a seguito di uno studio di Roewer (1955c), è da ritenersi nomen dubium.
- Thomisus prosper O. Pickard-Cambridge, 1873: esemplare rinvenuto in Malesia; a seguito di uno studio di Roewer (1955c), è da ritenersi nomen dubium.
- Thomisus pubescens Nicolet, 1849: esemplare rinvenuto in Cile; a seguito di uno studio di Roewer (1955c), è da ritenersi nomen dubium.
- Thomisus purpuratus Walckenaer, 1837: esemplare femminile rinvenuto negli USA; secondo un lavoro degli aracnologi Lehtinen & Marusik del 2008, e contra Chamberlin & Ivie, 1944, è da ritenersi nomen dubium.
- Thomisus rugatus Nicolet, 1849: esemplare rinvenuto in Cile; a seguito di uno studio di Roewer (1955c), è da ritenersi nomen dubium.
- Thomisus spectrum Nicolet, 1849: esemplare rinvenuto in Cile; a seguito di uno studio di Roewer (1955c), è da ritenersi nomen dubium.
- Thomisus sphinx Walckenaer, 1837: esemplare rinvenuto in Egitto; a seguito di uno studio di Roewer (1955c), è da ritenersi nomen dubium.
- Thomisus sulcatus Nicolet, 1849: esemplare rinvenuto in Cile; a seguito di uno studio di Roewer (1955c), è da ritenersi nomen dubium.
- Thomisus taurinus Schenkel, 1936b: 129, f. 47 (j, China) -- Song, Zhu & Chen, 1999: 487.
- Thomisus togatus Hammerschmidt, 1834: esemplare reperito in Austria; a seguito di un lavoro degli aracnologi Jantscher & Dunlop del 2002, è da ritenersi nomen dubium
- Thomisus variabilis Nicolet, 1849: esemplare rinvenuto in Cile; a seguito di uno studio di Roewer (1955c), è da ritenersi nomen dubium. (vedi anche il successivo lavoro di Lehtinen & Marusik del 2008)
- Thomisus violaceus Walckenaer, 1802: esemplare reperito in Francia e originariamente ascritto all'ex-ordine Aranea; a seguito di un lavoro di Roewer (1955c) è da ritenersi nomen dubium.

## Alcune specie

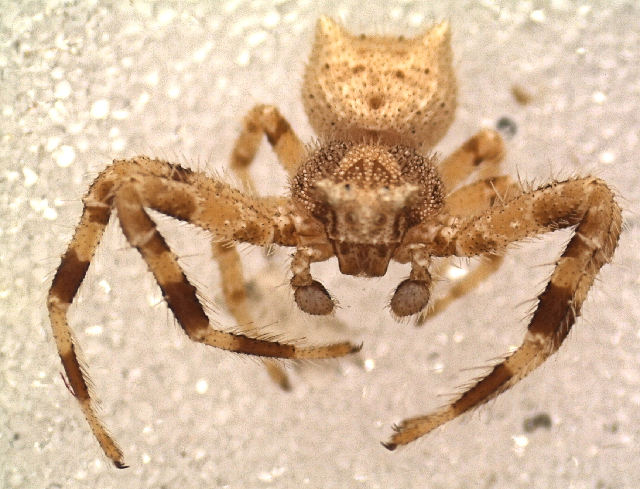
Thomisus albohirtus
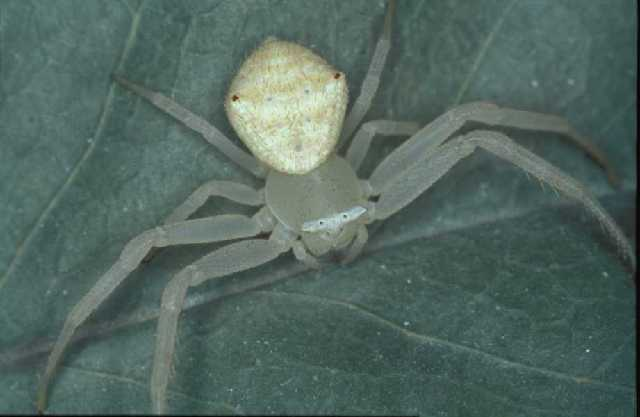
Thomisus bidentatus
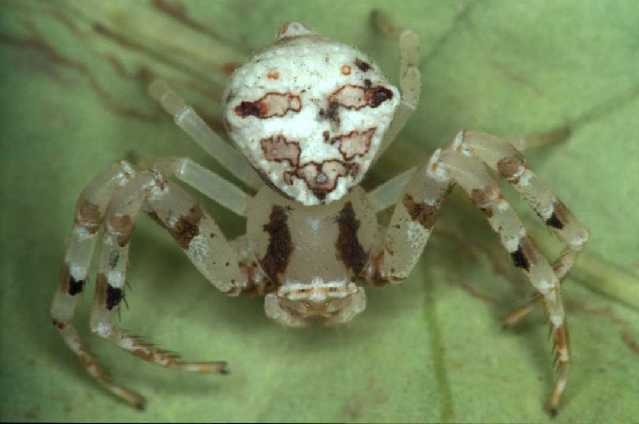
Thomisus citrinellus
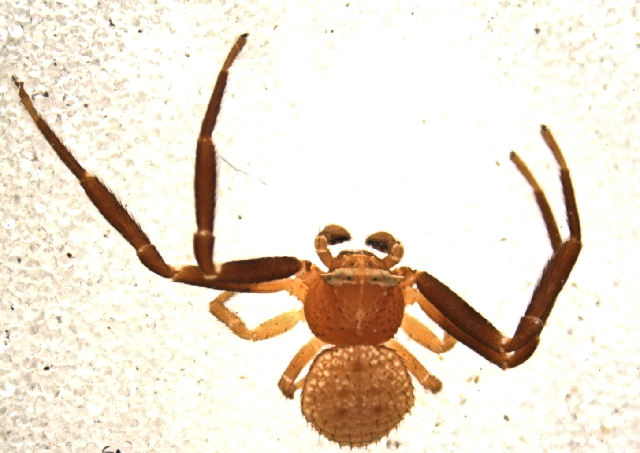
Thomisus congoensis
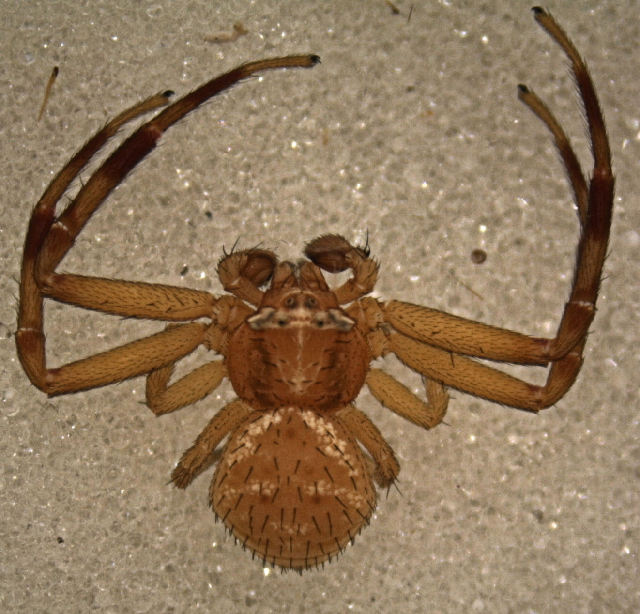
Thomisus dalmasi
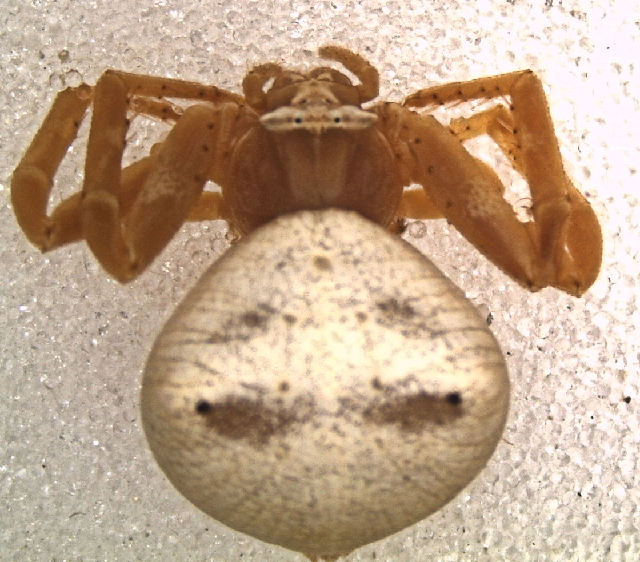
Thomisus daradioides
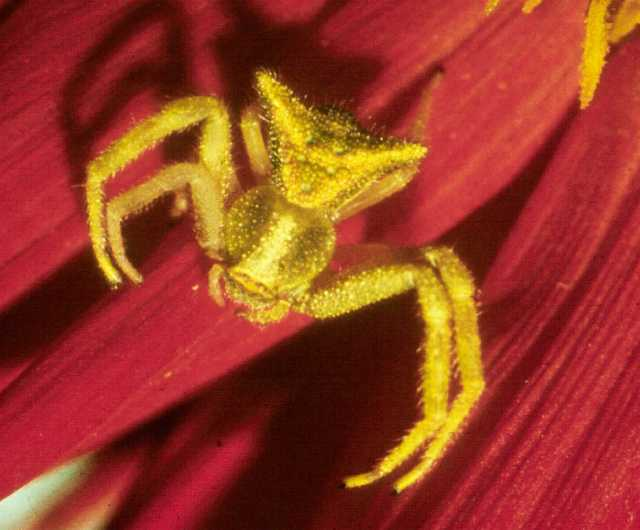
Thomisus granulatus
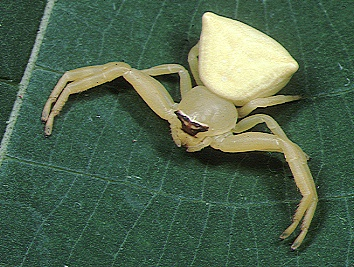
Thomisus kitamurai, femmina
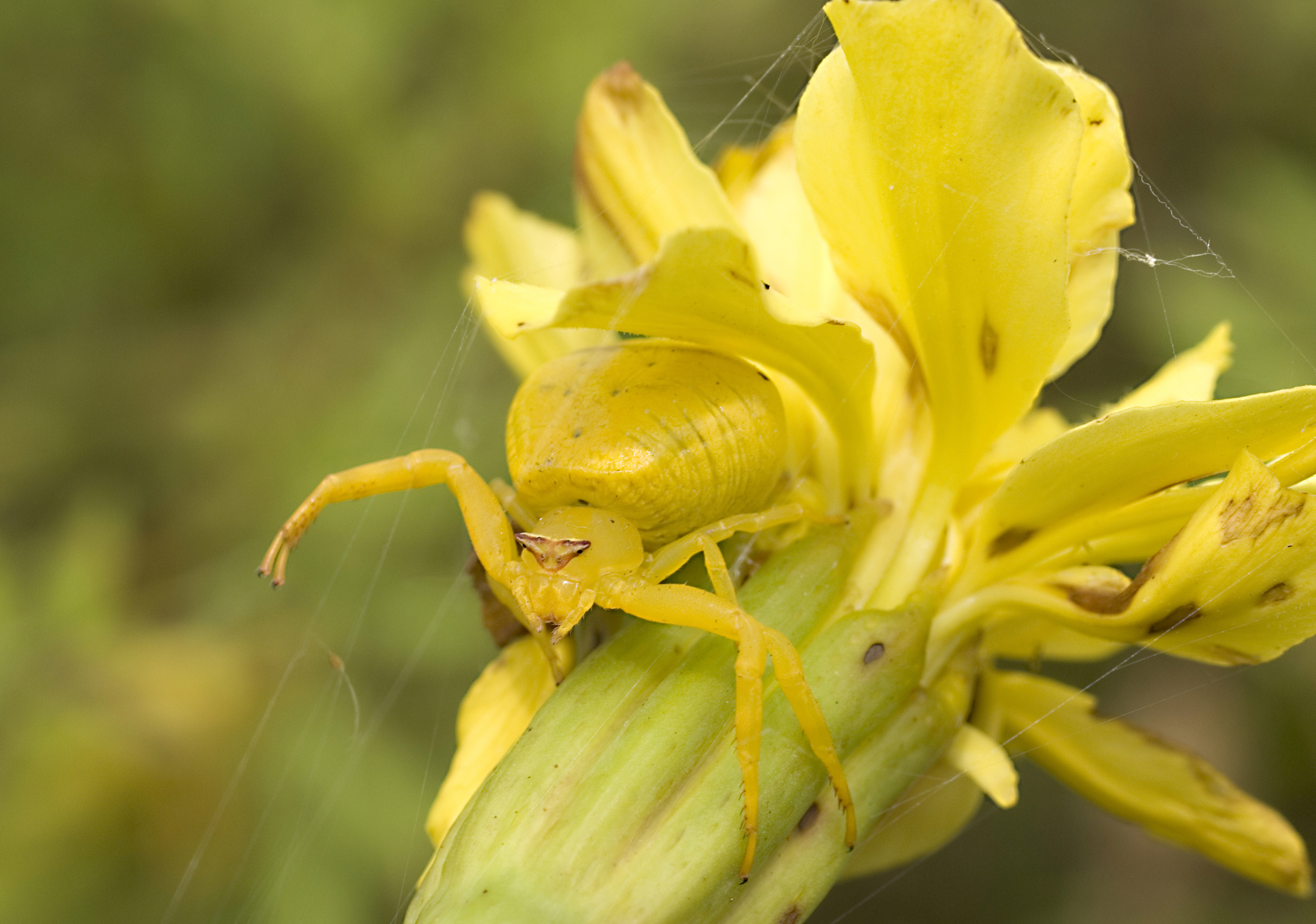
Thomisus labefactus
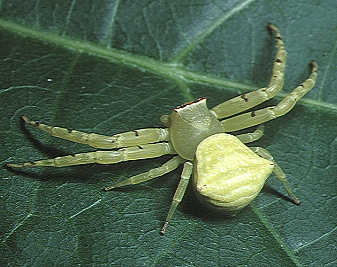
Thomisus okinawensis, femmina
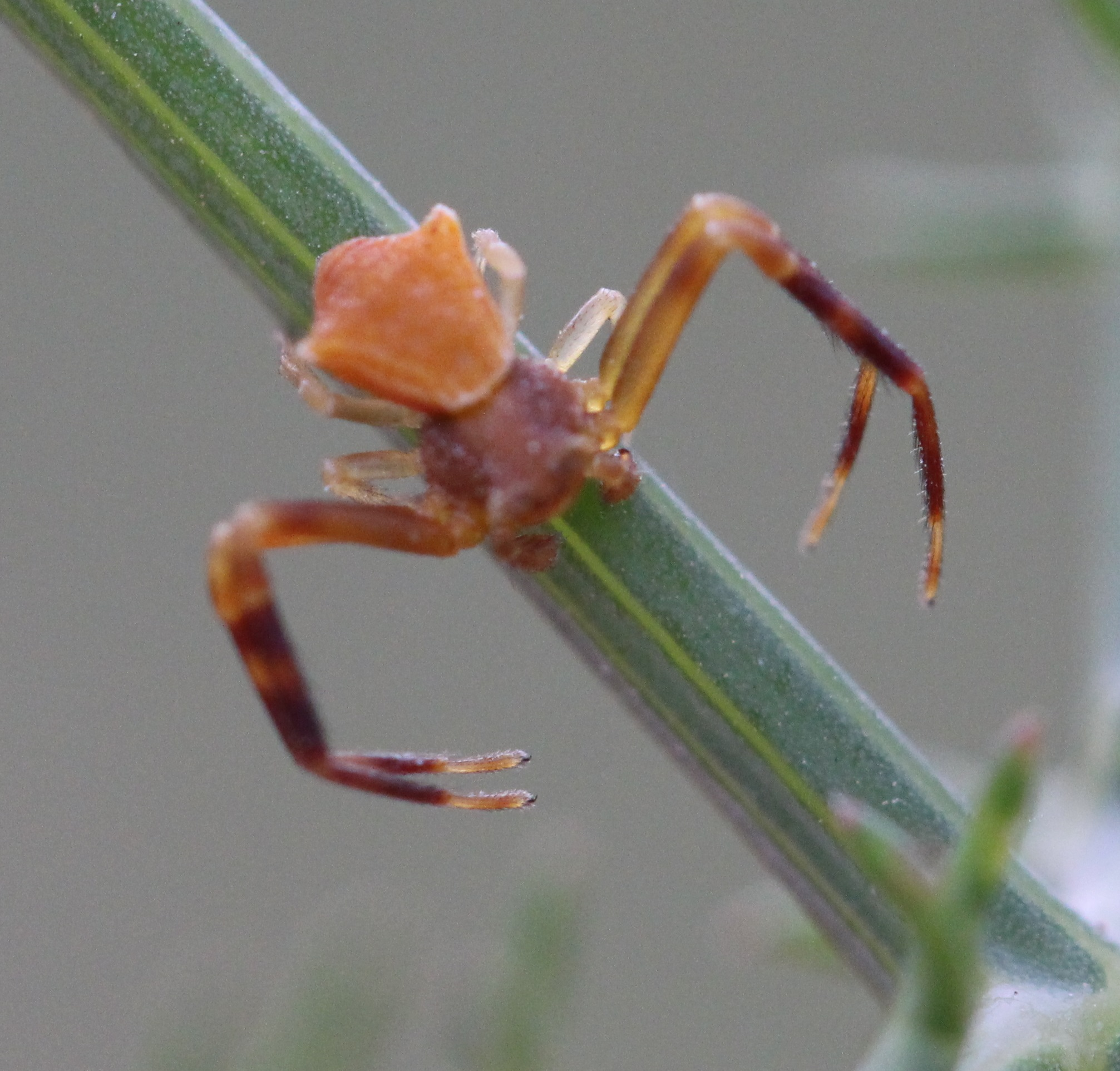
Thomisus onustus
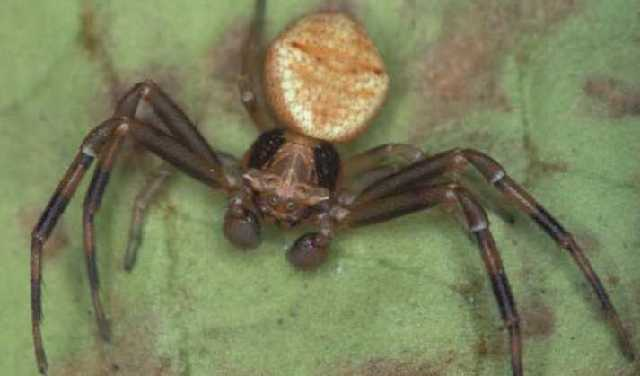
Thomisus socotrensis